# Eystrup
Eystrup egy község Németországban, a Weser-Nienburgi járásban. Lakosainak száma 3580 fő (2023. december 31.).

## Népessége
| Lakosok száma | 3305 | 3315 | 3364 | 3452 | 3582 | 3580 |
|               | 2016 | 2017 | 2019 | 2021 | 2022 | 2023 |

## A város híres szülöttei
- Statz Friedrich von Fullen